# سيلفر ستار (افعوانية)
سيلفر ستار (بالألمانية: Silver Star) هي أفعوانية فولاذية تقع في مدينة الملاهي يوروبي بارك بمدينة روست في ولاية بادن-فورتمبيرغ، ألمانيا. تُصنف الأفعوانية ضمن فئة الـ Hyper Coaster نظرًا لارتفاعها البالغ 73 مترًا وسقوطها من ارتفاع 67 مترًا، مما يجعلها من أطول الأفعوانيات في أوروبا.

## التصميم والتقنية
تم تصميم سيلفر ستار من قبل شركة Bolliger & Mabillard (B&M) السويسرية المتخصصة في صناعة الأفعوانيات، وتم افتتاحها للجمهور في 23 مارس 2002. عند افتتاحها، كانت أطول أفعوانية قامت الشركة ببنائها حتى ذلك الوقت.
تُعد سيلفر ستار من الأفعوانيات المصممة لتوفير تجربة "انعدام الجاذبية" من خلال سلسلة من المرتفعات والمنخفضات الانسيابية، وتصل سرعتها القصوى إلى 127 كم/ساعة. تحتوي الرحلة على ثلاث قطارات، كل منها يتكون من تسع عربات، وكل عربة تستوعب أربعة ركاب، موزعين على صفين.

## السجل التاريخي
عند افتتاحها، كانت سيلفر ستار أطول أفعوانية من إنتاج شركة B&M، لكنها فُقدت هذا اللقب لاحقًا لصالح أفعوانية شامبالا (Shambhala) في بورت أفينتورا بارك بإسبانيا والتي يبلغ ارتفاعها 76 مترًا. أما الرقم القياسي الحالي لأطول أفعوانية من B&M فهو من نصيب أفعوانية Fury 325 في كارويندز، الولايات المتحدة، والتي يبلغ ارتفاعها 99 مترًا.

## الشراكة مع مرسيدس بنز
توجد شراكة بين يوروبي بارك وشركة مرسيدس بنز، حيث يُستخدم طابق الانتظار الخاص بالأفعوانية لعرض بعض سيارات مرسيدس الحديثة، بالإضافة إلى محاكاة تعليمية تفاعلية عن أنظمة السلامة في المركبات، مما يضفي طابعًا تقنيًا وتسويقيًا على تجربة الانتظار.

## تجربة الركوب
تستغرق الرحلة على سيلفر ستار قرابة دقيقتين ونصف، وتبدأ بصعود بطيء على منحدر بارتفاع 73 مترًا، تليه سقوط سريع ومنعطفات واسعة، بالإضافة إلى لحظات متكررة من انعدام الوزن. صُممت الأفعوانية لتكون سلسة وبدون دوران رأسي، ما يجعلها مناسبة لفئة أكبر من الزوار الباحثين عن الإثارة المعتدلة.